# 249 Ilse
Ilse (định danh hành tinh vi hình: 249 Ilse) là một tiểu hành tinh ở Vành đai chính. Nó có chu kỳ quay quanh trục chậm bất thường, khoảng 3,5 ngày.
Ngày 16 tháng 8 năm 1885, nhà thiên văn học người Mỹ gốc Đức Christian H. F. Peters phát hiện tiểu hành tinh Ilse khi ông thực hiện quan sát ở Clinton, New York và đặt tên nó theo tên công chúa Ilse,công chúa huyền thoại của Đức.
Do có chu kỳ quay quanh trục chậm nên năm 1987, R. P. Binzel đã nêu giả thuyết là nó có thể có một vệ tinh tự nhiên, tuy nhiên chưa có bằng chứng cụ thể nào.